# Герб Транкозу
Ге́рб Транко́зу — офіційний символ міста Транкозу, Португалія. Використовується як територіальний герб. У зеленому щиті срібний замок із трьома баштами, чорними вікнами і брамою, що височіє на скелі натурального кольору. На центральній вежі висить малий герб Португалії, на якому правий і середній щитки обернені до центру. На вежі стоїть золотий орел із розправленими крилами. У правому кутку глави золота п'ятипроменева зірка. Щит увінчує срібна мурована міська корона з п'ятьма вежами.  Під щитом біла стрічка, на якій великими літерами напис португальською: «Trancoso» (Транкозу).  Офіційно затверджений 20 серпня 1987 року.   

## Галерея

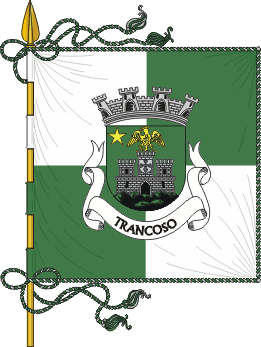
Прапор